# 巴格帕特县

巴格帕特县（红色）在北方邦的位置

巴格帕特县（Bagpat District）为印度北方邦密鲁特专区县份，人口1,303,048（2011年）。该县以制糖及其糖果食品为主要产业，粮食作物以小麦为主，蔬菜类作物主要为芥兰。行政中心驻巴格帕特。